# Championnat international de Formule 3000 1992
Navigation
Édition précédente Édition suivante
Le championnat international de F3000 1992 a été remporté par l'Italien Luca Badoer sur une Reynard-Cosworth de l'écurie Crypton Engineering.

## Règlement sportif
- L'attribution des points s'effectue selon le barème 9,6,4,3,2,1

## Courses de la saison 1992
| Date         | Lieu              | Vainqueur         | Nationalité | Voiture          | Écurie          |
| 10 mai       | Silverstone       | Jordi Gené        | Espagne     | Reynard-Mugen    | Pacific         |
| 8 juin       | Pau               | Emanuele Naspetti | Italie      | Reynard-Cosworth | Forti           |
| 21 juin      | Barcelone         | Andrea Montermini | Italie      | Reynard-Judd     | Barone Rampante |
| 12 juillet   | Enna-Pergusa      | Luca Badoer       | Italie      | Reynard-Cosworth | Crypton         |
| 25 juillet   | Hockenheimring    | Luca Badoer       | Italie      | Reynard-Cosworth | Crypton         |
| 23 août      | Nurburgring       | Luca Badoer       | Italie      | Reynard-Cosworth | Crypton         |
| 29 août      | Spa-Francorchamps | Andrea Montermini | Italie      | Reynard-Cosworth | Forti           |
| 13 septembre | Albacete          | Andrea Montermini | Italie      | Reynard-Cosworth | Forti           |
| 11 octobre   | Nogaro            | Luca Badoer       | Italie      | Reynard-Cosworth | Crypton         |
| 18 octobre   | Magny-Cours       | Jean-Marc Gounon  | France      | Lola-Cosworth    | DAMS            |

## Classement des pilotes
| Classement | Pilote              | Pays        | Voiture                       | Écurie                | Nombre de points |
| ---------- | ------------------- | ----------- | ----------------------------- | --------------------- | ---------------- |
| 1er        | Luca Badoer         | Italie      | Reynard-Cosworth              | Crypton               | 46               |
| 2e         | Andrea Montermini   | Italie      | Reynard-Judd Reynard-Cosworth | Barone Rampante Forti | 34               |
| 3e         | Rubens Barrichello  | Brésil      | Reynard-Judd Reynard-Cosworth | Barone Rampante       | 27               |
| 4e         | Michael Bartels     | Allemagne   | Reynard-Cosworth              | Crypton               | 25               |
| 5e         | Jordi Gené          | Espagne     | Reynard-Mugen                 | Pacific               | 21               |
| 6e         | Emanuele Naspetti   | Italie      | Reynard-Cosworth              | Forti                 | 19               |
| 6e         | Jean-Marc Gounon    | France      | Lola-Cosworth                 | DAMS                  | 19               |
| 8e         | Emmanuel Collard    | France      | Lola-Cosworth                 | Apomatox              | 13               |
| 9e         | David Coulthard     | Royaume-Uni | Reynard-Judd                  | Paul Stewart          | 11               |
| 10e        | Olivier Panis       | France      | Lola-Cosworth                 | Apomatox              | 10               |
| 11e        | Allan McNish        | Royaume-Uni | Reynard-Mugen                 | 3001 International    | 8                |
| 12e        | Alessandro Zampedri | Italie      | Reynard-Cosworth              | Forti                 | 4                |
| 13e        | Vittorio Zoboli     | Italie      | Reynard-Cosworth              | Advance               | 3                |
| 13e        | Paul Stewart        | Royaume-Uni | Reynard-Judd                  | Paul Stewart          | 3                |
| 15e        | Laurent Aiello      | France      | Reynard-Mugen                 | Pacific               | 3                |
| 16e        | Giuseppe Bugatti    | Italie      | Reynard-Cosworth              | Vortex                | 2                |
| 17e        | Jérôme Policand     | France      | Lola-Mugen                    | GJ                    | 1                |
| 17e        | Gianpiero Simoni    | Italie      | Reynard-Judd                  | Barone Rampante       | 1                |